# Nanaya
 (mai 2022).
La mise en forme du texte ne suit pas les recommandations de Wikipédia : il faut le « wikifier ».
Les points d'amélioration suivants sont les cas les plus fréquents. Le détail des points à revoir est peut-être précisé sur la page de discussion.
- Les titres sont pré-formatés par le logiciel. Ils ne sont ni en capitales, ni en gras.
- Le texte ne doit pas être écrit en capitales (les noms de famille non plus), ni en gras, ni en italique, ni en « petit »…
- Le gras n'est utilisé que pour surligner le titre de l'article dans l'introduction, une seule fois.
- L'italique est rarement utilisé : mots en langue étrangère, titres d'œuvres, noms de bateaux, etc.
- Les citations ne sont pas en italique mais en corps de texte normal. Elles sont entourées par des guillemets français : « et ».
- Les listes à puces sont à éviter, des paragraphes rédigés étant largement préférés. Les tableaux sont à réserver à la présentation de données structurées (résultats, etc.).
- Les appels de note de bas de page (petits chiffres en exposant, introduits par l'outil «  Source ») sont à placer entre la fin de phrase et le point final[comme ça].
- Les liens internes (vers d'autres articles de Wikipédia) sont à choisir avec parcimonie. Créez des liens vers des articles approfondissant le sujet. Les termes génériques sans rapport avec le sujet sont à éviter, ainsi que les répétitions de liens vers un même terme.
- Les liens externes sont à placer uniquement dans une section « Liens externes », à la fin de l'article. Ces liens sont à choisir avec parcimonie suivant les règles définies. Si un lien sert de source à l'article, son insertion dans le texte est à faire par les notes de bas de page.
- La présentation des références doit suivre les conventions bibliographiques. Il est recommandé d'utiliser les modèles {{Ouvrage}}, {{Chapitre}}, {{Article}}, {{Lien web}} et/ou {{Bibliographie}}. Le mode d'édition visuel peut mettre en forme automatiquement les références.
- Insérer une infobox (cadre d'informations à droite) n'est pas obligatoire pour parachever la mise en page.

Pour une aide détaillée, merci de consulter Aide:Wikification.
Si vous pensez que ces points ont été résolus, vous pouvez retirer ce bandeau et améliorer la mise en forme d'un autre article.
Nanaya (parfois écrit Nanaia, Nanaja ou Nanâ) est une déesse de la Mésopotamie antique, plus précisément du pays sumérien. 

## Caractéristiques générales

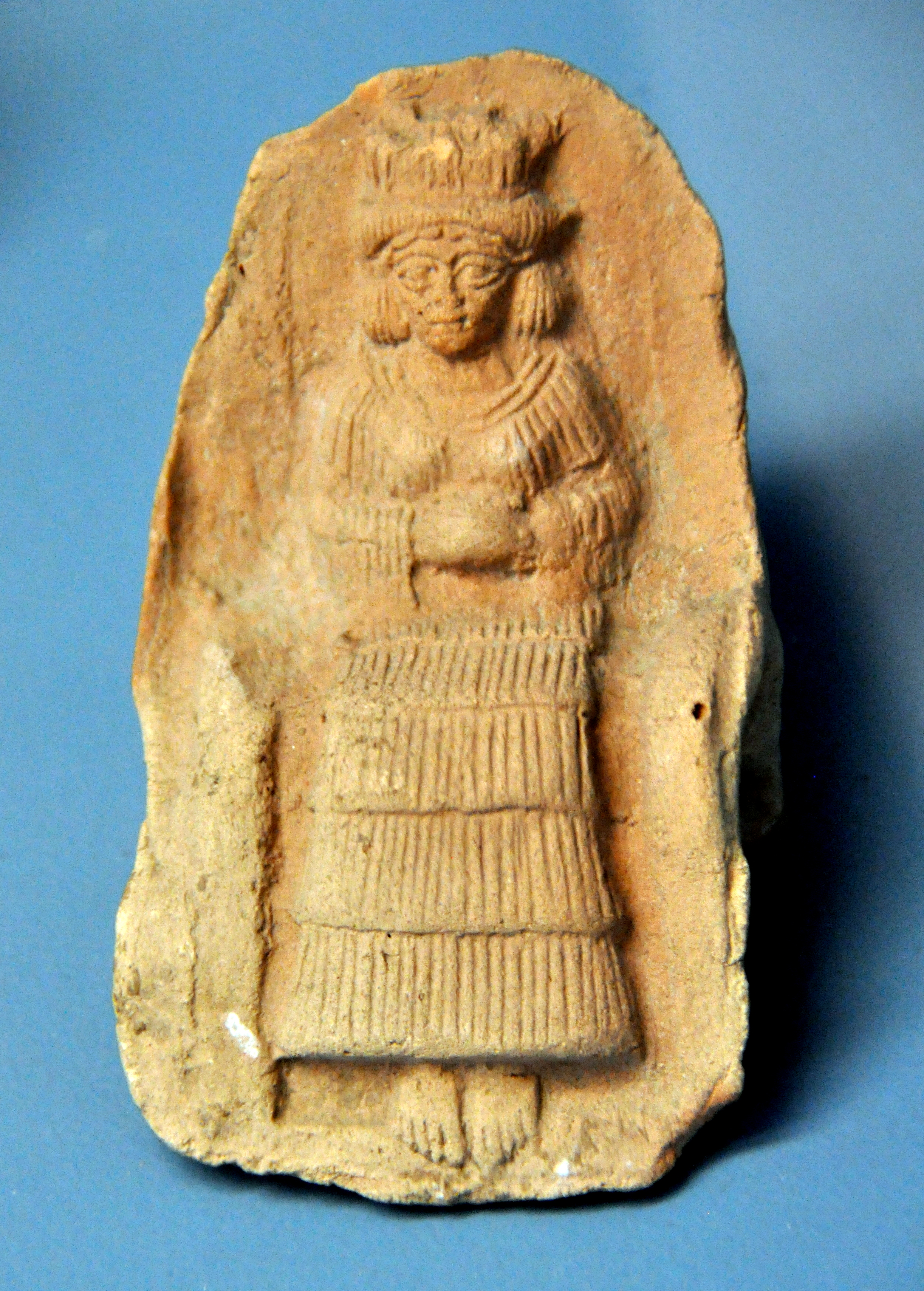
plaquette montrant nanaya datant de l'époque sumérienne

Les caractéristiques générales de la déesse Nanaya ont été principalement étudiées par Westenholz (1997) et Stol (1998 et 1999). 
Son culte est attesté depuis la période de la Troisième dynastie d'Ur (fin du IIe millénaire av. J.-C.). Nanaya, vénérée à Uruk, est la fille du dieu An, qui occupe la position de dieu suprême parmi les autres divinités. Elle disposait également d'un sanctuaire à Kish et à Babylone. 
Son culte s'est étendu bien au-delà de la Mésopotamie : il est attesté chez les Kassites, sur le territoire iranien ainsi qu'en Asie Centrale. Chez les Grecs, elle fut également associée à la déesse Artémis, comme en témoignent des statuettes et pièces à son effigie retrouvées à l'époque des Séleucides et dans les périodes postérieures en Orient.
Comme Inanna, Nanaya est une déesse liée à l'amour, à la volupté, à la sexualité et à la guerre. Ces aspects sont évoqués dans plusieurs inscriptions et hymnes qui lui sont consacrés. 
À partir du Ier millénaire av. J.-C. millénaire, Nanaya tend à perdre son individualité pour devenir un aspect de Inanna/Ishtar, comme dans l'épopée de Gilgamesh. Cette assimilation s'observe également avec d'autres déesses sumériennes dans certaines villes. Toutefois, chez d'autres peuples qui ont adopté son culte, notamment les Kassites, Nanaya conserve une certaine individualité.

## Mentions dans les textes cunéiformes
Il y a trois textes dans lesquelles les caractéristiques de cette déesse sont le plus décrites : VS 10, 215 , UET 6/2, 404 et UET 6/3, 889.
Une copie du texte VAT 5798 est conservée au musée Vorderasiatisches à Berlin et a été publiée en 1913 sous l'appellation VS 10,215 par H. Zimmern. La traduction et translittération complète de ce texte fut complétée en 1938 par von Soden. L'orthographe de la tablette semble indiquer qu'elle provient du territoire nord de Babylone.Dans ce texte la déesse est décrite comme étant d'une grande beauté et apporte la joie à son peuple. On la désigne comme déesse de la justice qui veille sur les êtres humains selon les qualités que son père An, roi des dieux, lui a attribuées. Elle semble pouvoir donner chance, santé, fertilité, longévité et richesse à ceux qui ont gagné sa faveur. 
Cet hymne est composé de 14 strophes (tout comme l'hymne à Ishtar d'Ammiditana) et se lit comme suit : 
(Côté face) (Traduction libre de l'anglais)
1 À la déesse, soleil de son peuple,
2 À Nanaya prie, proclame(?) [sa] position,
3 Elle qui est comme la lune à regarder,
4 (Et) à qui la superbe apparence est entretenue de brillance.
5 Sur son éclat
6 [en]fant(?), splendeur, douceur et séduction
7 Elle détient la [jo]ie, le rire et le charme.
8 Nanaya a chanté [l'am]our(?).
9 À ses côtés marchent constamment la justice,
10 [bien-]être(?), dignité, décorum,
11 [comma]nde(?) du bien-être et de la vie.
12 Son chemin est un signe éternel de chance.
13 Elle est… en dansant.
14 […] elle la connait bien.
15 Son père a augmenté son (habilité à atteindre) son désir.
16 Elle s'éleva et il y mit un pendentif d'amour autour de son cou.
17 Anum le grand, parmi toutes les déesses,
18 il la conçue, a élevé sa tête.
19 Elle, la seule et unique, est magnifique et honorée.
20 Il commande son exubérance, … (et) grande joie.
21 Tout en riant, un mot de joie
22 Il lui dit, en faisant irradier son cœur :
23 “Tu gouverne sur tous les habitants du monde !
24 Les gens regarderont vers toi(!), vers ta lumière, comme (vers) le soleil“
25 Capable,intelligente(?), expérimentée,
26 Engagée Irnina, la plus puissante parmi les Igigi,
27 tu es la plus exaltée, les dirigeant.
28 Parmi eux précieux sont tes noms.
28 Une paru-chanson.
(Verso)
29 Brille ! Que ton esprit célèbre !
30 Continue à faire briller les autels !
31 Que puisse les régions autour t'apporter du bois de cyprès,
32 pour ton plaisir (!) Qu'ils soient emplis de richesses et d'abondance !
33 Que ton élu, ton favori,
34 le roi qui t'es destiné, Samsuiluna, brûle tes offrandes de nourriture!
35 Puisse-t-il toujours t'offrir le tribut du  monde (habité)et de la steppe
(devant toi).
36 Qu'il puisse gaiement(?) faire sa résidence devant toi!
37 La bâton de vie, la cou[ronne du roi],
38 années de justice et de vérité,
39 Fondé sécuritairement […] de santé,
40 sur ton commandement soient do[nnés(?) à lui(?) pour toujou]rs(?).
41 Envers […]
42 Nanaya […] – il (le roi) s'émouvait (pour elle).
43 Dans la chamb[re…] la déesse
44 par-dessusr(?)… elle demanda encore une chanson joyeuse.
45… […]…
46 Elle a nommé [son] bien-ai[mé, le roi], dans sa F[amill]e.
47 [Sa]ms[u]-[i]luna(?) [… est d]ebout(?).
48 [… la maî]tresse l'as désigné.
49 Une vie éternelle, une longue (vie),
50 Nanaya [à]répétition lui donna largement.
51 [À] Samsuiluna, son bien-aimé,
52 Elle honore le soleil comme lumière.
53 Sous son commandement son fa[vori] est le champion.
54 [Il est élevé] au-dessus (de tous) heros dans le monde
55 […] [Puisse] t-il célébrer, celui qui est choisi par elle!
56 […] en […]
57 [son] [an]tiph[one].
Côté gauche:
58 Exaltation de la déesse.
La tablette suivante est nommée UET 6/2, 404, a été partiellement traduite et mis ensemble par Ludwig en 2009 et est conservée au British Museum
Dans cet hymne en Akkadien à Nanaya, nous retrouvons des qualités attribuées à la déesse  qui diffèrent légèrement d'Innana/Ishtar. Elle est la divinité la plus puissante  au sein des Igigi. Des tributs et offrandes lui parviennent de par le monde, elle est celle qui « tisse » ensemble l'avenir de l'humanité. Ici apparait donc son côté plus guerrier et démontre sa responsabilité au niveau du destin des Hommes, ce qui expliquerait son association plus tardive avec la déesse guerrière Artémis. En se faisant appeler Irnina, cela la désigne comme déité de la victoire.  
(Traduction libre de l'anglais)
1 Elle est une lumière brillante, tout le monde regardent vers elle ].
2 Laissons son éclat s'étendre dans le temple et illuminer l'aute[l…].
3 Nanaya est très fi[éroce(?)] dans son attaque.
4 Laisse-moi te chanter mon unique, ensemble avec to[i laisse moi prier(?)],
5 la fille de A[n],
6 (laisse-moi chanter) sur elle qui transcende le pré du peu[ple…],
7 de celle qui tisse les affaires de l'human[ité(?)].
8 Tandis que le roi têtu,comme […]
9 Nanaya l'as [saisi(?)].
10 Un piè[ge…]
11 Nanaya… […]
12 Elle n'est pas… […]
13 Pas l[comme(?)…]
La dernière tablette est  UET 6/3, 889 et a été traduite par A.Shaffer. Selon lui cette tablette est un fragment d'une tablette à multiple colonnes. Comme elle est très abîmée, elle a été difficile à déchiffrer. Toutefois une mention envers Nanaya est très claire et elle est même liée à un accouchement, lien qu'on ne retrouve pas dans les autres textes. Encore une fois ici est mis en exergue sa férocité et sa puissance.
1 [.].[.]
2 […] Ishtar(?) […]
3 [Nan]aya(?) les filles(?) (ou: tu es devin(?)) […]
4 et leurs péchés… […]
5 Elles ont liées(?) (cela) pour qu'elle puisse(?) la fem[me(?) enceinte],
6 et les hommes ont fait pour e[lle …].
7 Ils ont coupé le cordon ombilic[al …].
8 Ils, les hiérodules eux-mêmes, …
9 La déclaration de ce vieux mot qu'elle a … […]
10 Les femmes, les hi[érodules(?)],apportent des cadeaux … […]
11 Notre Dame, sa furie ..[.]
12 Elle est inspirante, elle est la maîtresse(?) ..[.]
13 Nanaya cr[é(?)] un orage(?) ..[.]
14 Elle est vraiment la seule capable dans les [quatre] coins du mo[nde].
15–16…
Il existe d'autre tablettes de différentes époques qui font mention de Nanaya mais comme elles sont fragmentaires, elles n'ont pas été toutes publiées.

## Iconographie

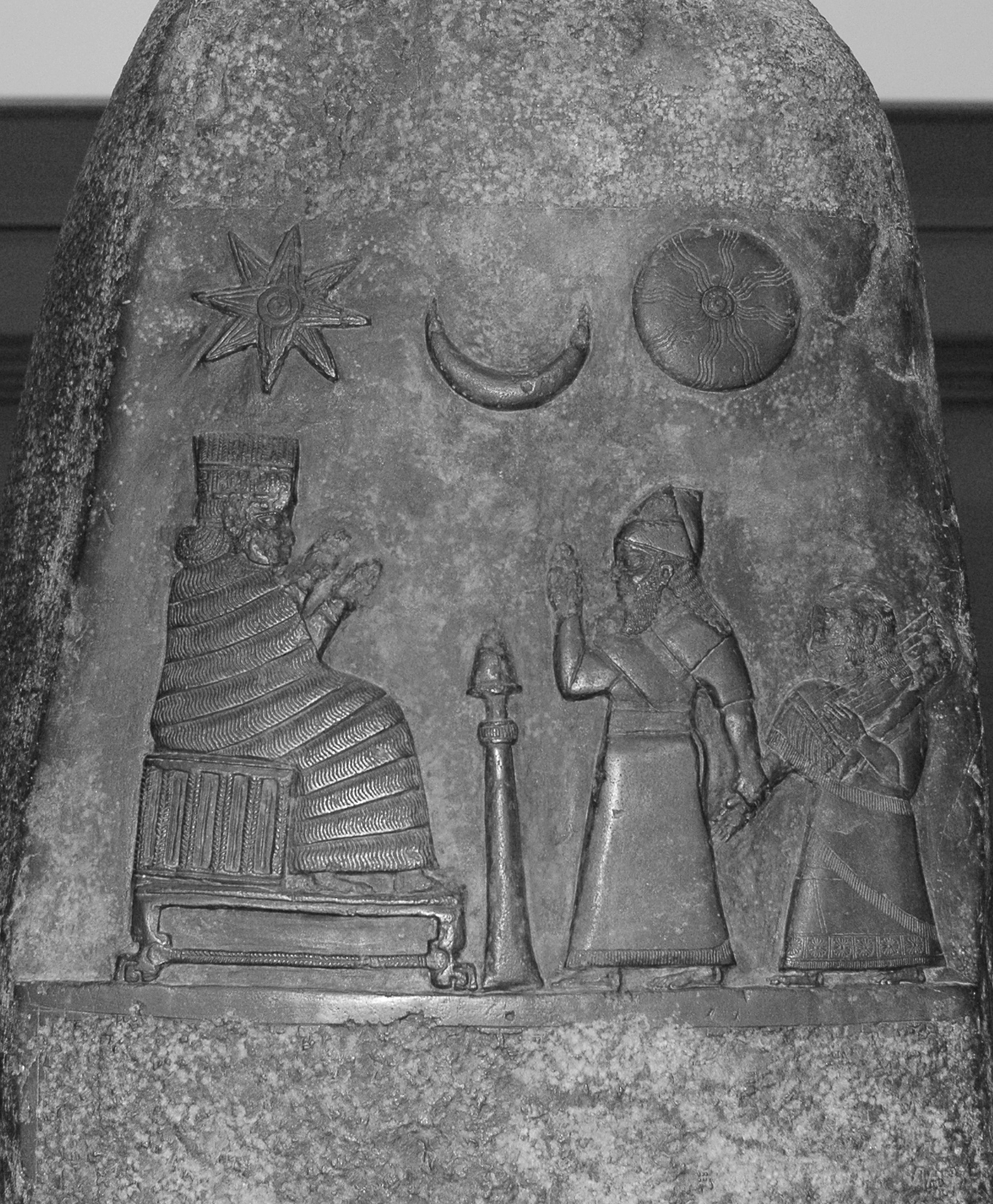
Don de terre à Hunnubat-Nanaya. Période Kassite. Calcaire. Musée du Louvre.

Il existe peu d'images de Nanaya datant de l'époque de la troisième dynastie d'Ur, toutefois il existe un Kuddur de l'époque Kassite  représentant le roi Mélishipak II (1186-1172 av. N-È) qui présente sa fille Hunnubat-Nanaya à la déesse Nanaya pour que celle-ci reçoive une terre agricole. Il s'agit d'une transaction légitimée par la présence de la divinité. Ce Kudduru se trouve aujourd'hui au musée du Louvre. (Voir image ci-présente)
À la période néo-assyrienne, Nanaya est représentée de diverses façons, soit avec une barbe à Babylone, soit avec une forte poitrine à Daduni, on retrouve cette mention dans un texte suméro-akkadien traduit par F. W Geers de l'Université de Chicago, le texte fait mention de ses attributs et de ses titres obtenus dans les différentes villes dans lesquelles elle détient un temple. On peut également voir dans cette version plus tardive en rapport aux autres textes, un changement au niveau de son rôle; elle devient un aspect d'Inanna. En voici un court extrait : (Traduction libre de l'anglais)
I (1) Ma Dame, Sin, Inanna, née de ..., pareillement(?) / Je suis la même(?) 
(2) Brillante fille de Sîn, aimante sœur de Samas, Je suis puissante à Borsippa, 
(3) Je suis une hiérodule à Uruk, J'ai des poitrines à Daduni, 
(4) J'ai une barbe à Babylone, reste que je suis Nanâ.

## Dans le monde iranien: la déesse Nana

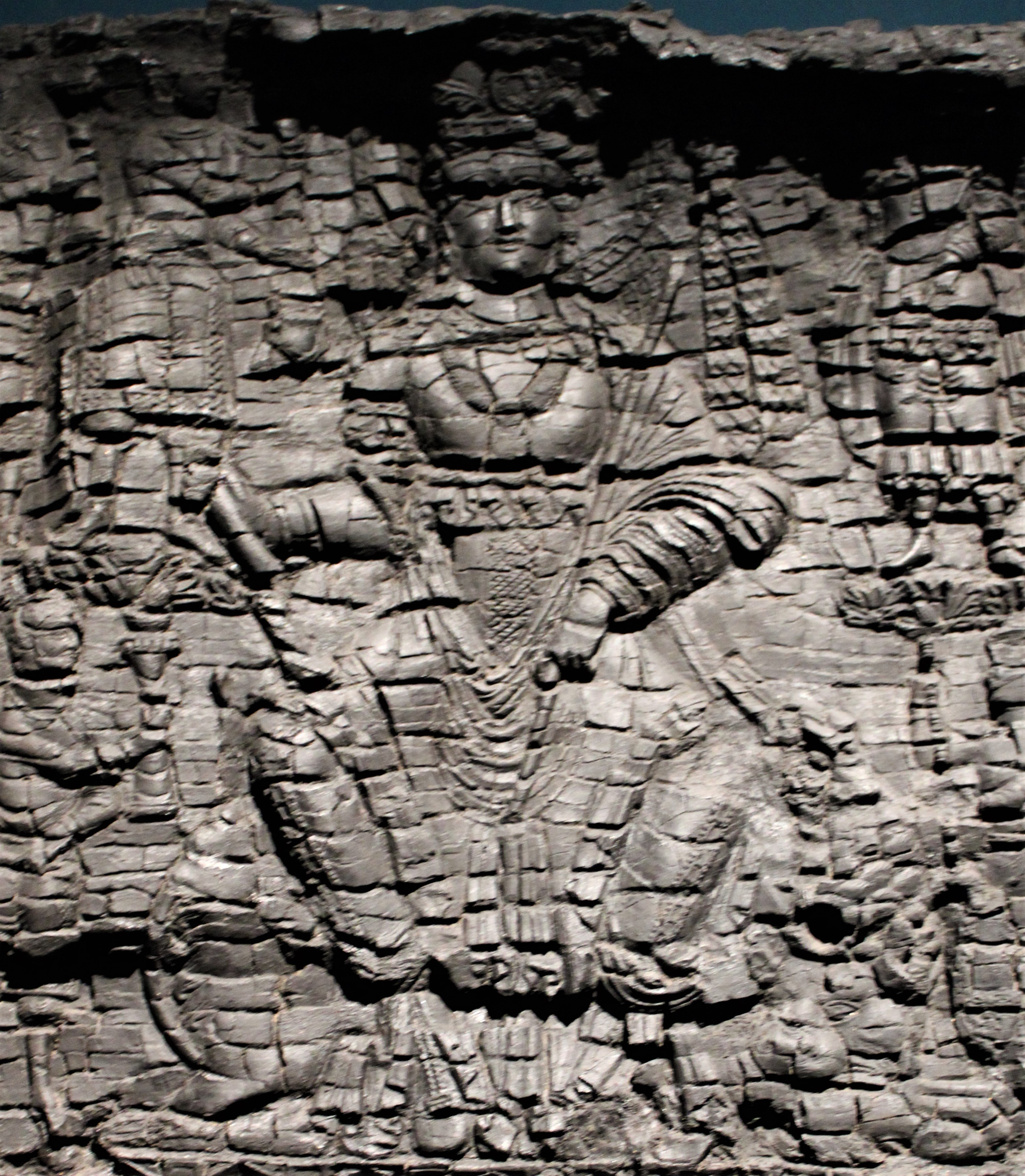
La déesse Nana sur un trône aux lions, entourée d'adorants. Détail de la porte de Kafir-Kala (Ouzbékistan), VI.

À Suse, son culte fut introduit dès le IIIe millénaire, elle était représentée dans l'Antiquité récente comme un syncrétisme d'Artémis et en Iran avec Armaiti. Plusieurs figurines et pièces de monnaie avec son image ont été retrouvées datant du IIe siècle de notre ère jusqu'à l'époque islamique. En Inde elle était représentée avec quatre bras